# لین سیتی (تگزاس)
لین سیتی، تگزاس(به انگلیسی: Lane City, Texas) شهری در ایالت تگزاس از ایالات جنوبی ایالات متحده آمریکا است.